# 河内氏
河内氏（かわちし、かわうちし、こうちし）は日本の氏族の一つ。
河内氏には以下のものがある。記述は時代順に並べてある。

## 西漢氏支族河内氏
西漢氏の支族で朝鮮半島の伽耶地方から河内国に渡来してきた氏族。『百済本紀』に安羅日本府の倭臣として「加不至費直」という人物を記している。河内氏は5世紀末ごろに帰化/渡来し、ヤマト王権に軍事・外交面で仕えたと考えられている。飛鳥時代後期（7世紀後半）には河内国に河内寺（現在の東大阪市）を建立。伽藍（がらん）配置については北から南に一直線に講堂、金堂、塔、中門が並ぶ「四天王寺式」だったと推測されている。本拠地は河内国河内郡。

## 河内源氏（信濃河内氏）
河内源氏初代源頼信の子、源頼任（河内頼任）が父の河内守に由来して称した氏族で、本拠地は信濃国。

## 河内源氏（武蔵河内氏）
河内源氏4代源義忠の子、源経国（河内経国）が父の河内守に由来して称した河内源太という名から起こった1代限りの氏。本拠地は武蔵国児玉郡。後に稲沢氏と改称した。

## 甲斐源氏河内氏
甲斐源氏の一族。本拠とした「河内（こうち）」は平安時代の石和荘域にあたる山梨県笛吹市石和町南部の地名であると考えられている。平安後期に源義光の子である源義清・清光父子が甲斐国市河荘に入り武田氏を称した。清光の子孫は甲府盆地各地へ進出して土着するが、石和地方では河内長義（清光の子）のほか石和御厨に拠った平井清隆や武田信光らが土着し、河内長義は河内・小石和を中心とする石和荘に拠り、河内氏を称して初代となる。貞治3年（1364年）の『一蓮寺寺領目録』『一蓮寺文書』には南北朝期にも河内氏が在地支配を持続していた記事が見られ、鎌倉時代に石和荘は金沢流北条氏領となっているが、河内氏は地頭として支配を行っていたと考えられている。

## 越後河内氏
越後国新田党一族の武将河内為氏に代表される一族。河内為氏は南北朝時代に越後にあって越後新田党を支えた武将の一人で、南朝に味方して越後国内を転戦している。建武2年（1335年）12月の竹之下の戦いの際、『太平記』は、越後からは、大井田氏、里見氏、鳥山氏、羽川氏、籠沢氏、風間氏らの新田氏一族、高梨氏、小国氏、河内氏、池氏らの豪族が、参陣していた記述があり、加地景綱、色部高長は蒲原津城に籠もる小国政光、荻氏、風間氏、河内氏らと松崎・豊田荘鴻巣で合戦すると史料に見える。建武3年・延元元年（1336年）、2月18日、小国氏、河内氏、池氏、風間氏、於木氏、千屋氏、高梨氏らが挙兵すると見える。7月27日、小国、河内以下の宮方は、加地荘、奥山荘に乱入と見える。延元2年（1337年）小国政光、河内為氏、風間氏以下が岩船宿に押し寄せ、色部氏らと合戦すると見える。

## 楠木流河内氏
南北朝時代末期に起こった氏族。楠木正儀の子正元を祖とする。後南朝方として史料に見える。本拠地は河内国、後に紀伊国。

## 千葉流河内氏
千葉氏の一族。但馬守常親が千葉重胤に仕えたとする。常親の子、河内知親は北条方に味方し小田原城の落城の際に浪人。慶長17年（1612年）に徳川家康の家臣となり旗本となる。後に甲府代官となる。知親の子胤盛は徳川秀忠に仕えて大坂の陣に参加した。